# Assedio di Benevento
L'assedio di Benevento del 663 fu intrapreso dalle truppe bizantine condotte dall'imperatore Costante II in persona. Il duca Romualdo I di Benevento guidò valorosamente la difesa ma, conscio di non poter resistere a lungo, inviò uno dei suoi uomini di fiducia dal padre Grimoaldo, re dei Longobardi, per chiedergli aiuto contro i Bizantini. Fu proprio la notizia dell'arrivo imminente delle truppe regie sotto il comando di Grimoaldo a indurre le truppe imperiali a levare l'assedio e a ritirarsi a Napoli.

## Contesto storico
Nel 661, alla morte del re longobardo Ariperto I, scoppiò una guerra di successione tra i suoi figli Godeperto e Pertarito, della quale approfittò il duca di Benevento, Grimoaldo, per usurpare con successo il trono nel 662: Godeperto fu ucciso proditoriamente dallo stesso Grimoaldo durante un incontro, mentre Pertarito scampò successivamente alla stessa sorte riparando presso i Franchi di Neustria. Grimoaldo, non appena asceso al trono longobardo, nominò suo figlio Romualdo duca di Benevento. Dopo aver remunerato con larghi doni l'esercito beneventano per averlo aiutato a impadronirsi del trono, lo rimandò nelle proprie terre, trattenendo nella Langobardia Maior solo alcuni dei suoi fedeli beneventani ai quali furono assegnate ampie proprietà in Val Padana.
Nel frattempo, probabilmente nel 662, il basileus Costante II lasciò Costantinopoli con l'intenzione di non farvi più ritorno. La moglie e i figli rimasero nella capitale perché il Senato e la corte si erano opposti alla loro partenza. La cronaca di Teofane Confessore, che data la partenza da Costantinopoli al suo ventesimo anno di regno (660-661), sostiene che l'imperatore intendesse stabilirsi in Italia per riportare a Roma la capitale dell'impero, ma aggiunge che influì sulla decisione anche la forte impopolarità del sovrano a Costantinopoli, dovuta non solo alle pesanti pene inflitte agli oppositori del monotelismo (segnatamente Papa Martino I e Massimo il Confessore) ma anche al fratricidio commesso poco tempo prima. Nel 660 Costante II aveva mandato a morte il proprio fratello Teodosio accusandolo di alto tradimento. Il fratricidio contribuì a rendere l'imperatore estremamente impopolare tanto da venire insultato dalla popolazione con l'epiteto di Caino. Fonti ancora posteriori, come la Cronaca di Giorgio Cedreno, condiscono la narrazione con degli elementi romanzati di dubbia attendibilità come gli incubi notturni di Costante II che, per i sensi di colpa, avrebbe sognato più volte il defunto fratello che lo tormentava. Non bisogna comunque dimenticare l'ostilità di tali fonti nei confronti di Costante II, sostenitore del monotelismo.
Costante, dopo aver sostato a Tessalonica, trascorse l'inverno ad Atene, per poi salpare per l'Italia, sbarcando a Taranto nel 663: secondo Paolo Diacono, aveva intenzione di «sottrarre l'Italia dalle mani dei Longobardi» (Italiam a Langobardorum manu eruere), ma per il Maisano si tratterebbe di una opinione personale dello storico longobardo tutt'altro che incontrovertibile. Più probabilmente gli obiettivi del Basileus consistevano nella salvaguardia ed eventuale consolidamento dei territori bizantini in Italia meridionale e in Nord Africa, minacciati rispettivamente dai Longobardi di Benevento e dagli Arabi. In ogni caso, secondo Georg Ostrogorsky, il trasferimento del sovrano in occidente era «una dimostrazione di quanto l'impero bizantino tenesse ancora in quel periodo alla conservazione dei suoi possedimenti in Occidente».
Secondo Paolo Diacono, prima di intraprendere la spedizione contro il ducato di Benevento, Costante consultò un eremita (che si diceva avesse la capacità di prevedere il futuro). Lo interrogò sull'esito della spedizione. Dopo una notte di preghiere, l'eremita rispose in questo modo:
(Paolo Diacono, Historia Langobardorum, Libro V, Capitolo 6)
Nonostante la predizione sfavorevole, Costante decise di tentare lo stesso l'impresa. La Historia Langobardorum di Paolo Diacono riferisce che durante la marcia su Benevento le truppe di Costante II espugnarono quasi tutte le città lungo il tragitto, radendo al suolo la città di Lucera, ma non riuscendo  a prendere Acerenza. Il Chronicon di Romualdo Salernitano aggiunge che espugnò e rase al suolo anche Ortona, Ecana (odierna Troia) e altre città della Puglia. Le ricostruzioni moderne ritengono che l'esercito di Costante, valutabile tra i 10 000 e i 20 000 uomini, seguì la via Appia fino a Venosa per poi deviare sulla via Traiana.
Nello stesso anno il regno longobardo dovette fronteggiare un'ulteriore invasione, da parte dei Franchi di Neustria. Secondo alcune congetture la coincidenza temporale tra i due attacchi, quello bizantino da sud e quello franco da nord, non sarebbe casuale ma riconducibile a una presunta alleanza tra Costante II e i Franchi, volta a tenere impegnati i Longobardi su due fronti. Altre ricostruzioni non fanno alcuna menzione alla presunta alleanza tra Franchi e Bizantini ma sostengono che i Franchi di Neustria avessero invaso la Langobardia Maior nel tentativo di ristabilire sul trono longobardo Pertarito, rifugiatosi presso di loro dopo essere stato spodestato.

## Assedio
Fu così che Costante II cominciò l'assedio della città di Benevento. La principale fonte per l'assedio è la Historia Langobardorum di Paolo Diacono. Lo studioso Riccardo Maisano, sulla base delle «tracce evidenti di rielaborazioni orali e abbellimenti leggendari», esclude che Paolo Diacono abbia usato una fonte scritta anteriore per scrivere il resoconto dell'assedio. Anche le altre fonti, tutte dipendenti da Paolo Diacono, presentano «tracce dell'influsso esercitato da leggende popolari longobarde». Tra queste vi è da menzionare la Vita Barbati episcopi Beneventani, la cui parte agiografica relativa al contributo del futuro vescovo di Benevento al fallimento dell'assedio altro non è che «una fantasiosa e tardiva rielaborazione del materiale contenuto in alcuni inni in onore del Santo».
Il duca di Benevento Romualdo non aveva forze sufficienti per fronteggiare l'aggressione bizantina e inviò il suo nutricius (precettore) Sesualdo dal padre Grimoaldo, re dei Longobardi, per chiedergli aiuto contro i Bizantini. Secondo il racconto di Paolo Diacono, il re Grimoaldo mosse prontamente con il suo esercito alla volta di Benevento non appena ricevuta la richiesta di soccorso del figlio, ma alcune ricostruzioni moderne ritengono che l'incursione dei Franchi fosse ancora in corso, per cui Grimoaldo dovette dare la priorità alla sconfitta degli invasori provenienti d'oltralpe al soccorso del figlio. Una volta sconfitti i Franchi nelle vicinanze di Asti, il re affidò momentaneamente il governo della Langobardia Maior al duca del Friuli Lupo e marciò su Benevento.
Lungo la via si verificarono numerose diserzioni da parte di coloro che «si restituirono alle proprie case dicendo che, siccome aveva spogliato il palazzo, perciò se n’andava a Benevento per non più ritornare» (ad propria remearunt, dicentes, quia expoliasset palatium et iam non reversurus repeteret Beneventum). Inoltre, non è da escludere che durante la marcia l'esercito di Grimoaldo fosse stato ostacolato dalle truppe esarcali, nel vano tentativo di sbarrargli il passo e impedirgli di soccorrere Benevento: un indizio in tal senso è un passo della Historia Langobardorum di Paolo Diacono in cui viene riferito che il re longobardo, al ritorno al nord dalle operazioni militari contro i Bizantini, condusse una spedizione punitiva su Forlimpopoli, «i cittadini della quale, nel suo passaggio per Benevento, gli avevano recati non pochi travagli, ed avevano maltrattati più volte i messi di lui, che andavano e tornavano da quella città» (cuius cives eidem adversa quaedam intulerant Beneventum proficiscenti missosque illius euntes et redeuntes a Benevento saepius laeserant).
Nel frattempo l'assedio proseguiva con Costante che fece uso di macchine d'assedio ma si dovette confrontare con la strenua resistenza dei Beneventani. Romualdo, non arrischiandosi a confrontarsi in campo aperto con il nemico per via dell'inferiorità numerica, compì comunque delle frequenti sortite fuori le mura che riuscirono a infliggere perdite non trascurabili al nemico. Secondo Paolo Diacono:
(Paolo Diacono, V, 7.)
Secondo la Vita Barbati episcopi Beneventani, l'assedio durò a lungo e gli assediati, pur opponendo valida resistenza sotto la guida di Romualdo, erano ormai allo stremo delle forze. Il duca beneventano avrebbe allora arringato le truppe sostenendo che fosse preferibile morire in battaglia piuttosto che cadere vivi nelle mani dei Greci, e incoraggiandole a uscire all'unisono dalle porte della città per trovare una gloriosa morte in battaglia. Il futuro vescovo di Benevento, San Barbato, sarebbe intervenuto in questo frangente, opponendosi alla decisione del re, e pronunciando un lungo sermone contro l'idolatria. Secondo la Vita Barbati episcopi Beneventani, all'epoca dell'assedio i Longobardi di Benevento, nonostante fossero già formalmente cristiani, perseveravano nella pratica di alcuni culti idolatratici di origine pagana, e fu Barbato, sostenendo che l'assedio fosse da interpretare come punizione divina per il persistere del paganesimo in città, a convincere il duca Romualdo ad abbandonarli. Secondo l'agiografia di Barbato, grazie alla conversione definitiva dei Longobardi di Benevento da un arianesimo ancora profondamente paganeggiante al cattolicesimo, l'assedio fallì.
Paolo Diacono, invece, non menziona per niente il coinvolgimento di Barbato e attribuisce il fallimento ad altri motivi. Secondo la Historia Langobardorum, Sesualdo, sulla via del ritorno, venne intercettato dai Bizantini, che vennero così a conoscenza della notizia dell'arrivo di Grimoaldo; intimorito da ciò Costante II, dopo essersi consultato con i suoi, decise di trattare con Romualdo per una tregua. La corretta successione cronologica degli eventi successivi è incerta. Il racconto incongruente di Paolo Diacono sostiene che Costante II firmò una pace con Romualdo ottenendo come ostaggio la sorella del duca, Gisa, e che fece poi condurre Sesualdo sotto le mura della città, dopo avergli ordinato, pena la morte, di mentire al proprio duca dicendogli che Grimoaldo non sarebbe arrivato con i rinforzi; Sesualdo però disubbidì all'ordine bizantino e riferì la verità a Romualdo:
(Paolo Diacono, Historia Langobardorum, Libro V, Capitolo 7)
Sesualdo pagò ciò con la morte: per ordine di Costante II venne decapitato e la sua testa catapultata in città da una petriera. Il racconto di Paolo Diacono presenta, tuttavia, evidenti incongruenze. Secondo Ludovico Antonio Muratori: 
(Ludovico Antonio Muratori, Annali d'Italia, s.a. 663.)
L'erudito Orazio Bianchi, nelle note all'edizione critica della Historia Langobardorum pubblicata nei Rerum Italicarum scriptores, sostenne che Paolo Diacono avesse narrato gli eventi nell'ordine corretto, avanzando l’ipotesi che, dopo la consegna in ostaggio di Gisa, si fosse pattuito che se, passato un certo tempo, Grimoaldo non fosse giunto con alcun soccorso, Romualdo si avrebbe arreso con tutti i suoi, congettura che giustificherebbe lo stratagemma di condurre Sesualdo sotto le mura nella speranza di convincere gli assediati ad arrendersi prima dell’arrivo dei soccorsi. Anche Francesco Bertolini riteneva che l'ordine cronologico dei fatti narrati da Paolo Diacono fosse corretto, cioè che le vicende relative a Sesualdo fossero avvenute dopo la consegna in ostaggio di Gisa. Il Bertolini ritiene, in base alla propria interpretazione di Paolo Diacono e della vita di San Barbato, che Romualdo – ancora ignaro dell'imminente arrivo del padre con le truppe regie – avesse accettato di pagare una grossa somma di denaro al nemico, dando come ostaggio Gisa come pegno del pagamento, ma tali condizioni non fossero state ancora definitivamente accettate, per cui Costante ricorse allo stratagemma coinvolgente Sesualdo per mettere pressioni sul duca e convincerlo ad accettare i patti eventualmente a condizioni ancora più dure.
Una interpretazione alternativa fu avanzata ad esempio da Georg Waitz in una nota della sua edizione critica della Historia Langobardorum di Paolo Diacono pubblicata nei Monumenta Germaniae Historica: lo storico tedesco afferma che il racconto di Paolo non sembra coerente e che probabilmente ciò che lo storico longobardo riferisce su Sesualdo avesse in realtà preceduto la pace. Questa interpretazione è stata accolta da storici come Thomas Hodgkin e John Bagnell Bury.
In ogni caso Costante II pose fine all'assedio di Benevento e decise di recarsi a Napoli, seguendo presumibilmente la via Appia. Durante il tragitto venne aggredito e sconfitto presso una località detta Pugna dal conte di Capua, Mitola. Giunto a Napoli, Costante II fece un ultimo tentativo per conquistare il ducato affidando un esercito di 20 000 uomini al comando del nobile Saburro e inviandolo in territorio longobardo, ma quest'ultimo si fece sconfiggere dai Longobardi di Romualdo a Forino, ponendo fine alle speranze bizantine di riconquista dell'Italia.